# Joan de Constantinoble (escriptor)
Joan de Constantinoble (en llatí Joannes Constantinopolitanus) fou un escriptor romà d'Orient. Va compilar la primera part de la divisió de les Collectanea de Constantí VII Porfirogènit que porta per títol Περὶ Πρεδβειῶν, De Legationibus, però publicada sota el títol de Ἐκ τῶν Πυλυβίου τοῦ μεγαλοπολίτου ἐκβολαὶ περὶ πρεδβειῶν o en llatí Fragmenta ex Historiis quae non exlant Dionysii Halicarnassei, Diodori Siculi, Appiani Alexandrini, Dionys Cassii Nicaei, de Legationibus; Dionys Lib. lxxix. et lxxx. imperfectus. Emendationes in Polybium. El títol és llarg, però menciona el contingut de l'obra i en mostra el seu valor.